# Marcel Brands
Marcel Brands (geboren am 16. März 1962 in ’s-Hertogenbosch, Niederlande) ist ein früherer niederländischer Fußballspieler und heutiger Sportdirektor. Zuletzt arbeitete er als Sportdirektor beim FC Everton in der Premier League.

## Spielerkarriere
Marcel Brands begann seine Karriere in der Saison 1981/82 bei seinem Heimatverein FC Den Bosch. Seine 17 Jahre dauernde Karriere verbrachte er ausschließlich in den Niederlanden. Die meiste Zeit spielte er beim RKC Waalwijk. Zwei Saisons stand er außerdem bei Feyenoord Rotterdam unter Vertrag. Im Jahr 1998 ließ er seine Karriere beim Amateurverein OJC Rosmalen ausklingen.

## Sportdirektor in den Niederlanden
Nach seiner aktiven Karriere übernahm Brands den Posten des Sportlichen Leiters beim RKC Waalwijk, für den er schon als Spieler aktiv war. Im Jahr 2005 wechselte er zum Ligakonkurrenten AZ Alkmaar und bekleidete dort dieselbe Funktion wie beim RKC Waalwijk. Dort arbeitete er mit dem späteren Bayern-Trainer Louis Van Gaal. In der Saison 2005/06 erreichte Alkmaar Platz zwei in der Eredivisie, im Jahr darauf Platz drei. In der Saison 2008/09 wurde AZ Alkmaar niederländischer Meister. Das war das erste Mal seit 28 Jahren, dass ein Verein außerhalb der "großen Drei" (Ajax Amsterdam, PSV Eindhoven und Feyenoord) die Meisterschaft gewann.
Nach den Erfolgen bei Alkmaar zog es Brands zur Saison 2010/11 zum PSV Eindhoven. Brands stellte das jüngste Team zusammen, das je die Eredivisie gewinnen konnte. In den Saisons 2014/15, 2015/16 und 2017/18 wurde PSV Liga-Meister.

## Sportdirektor beim FC Everton
Im Mai 2018 wurde bekannt, dass Marcel Brands den vorherigen Sportdirektor Steve Walsh bei Everton ersetzen wird. Er verpflichtete den Portugiesen Marco Silva als Trainer. Im ersten Jahr unter Marcel Brands gab der FC Everton 99,80 Millionen Euro für neue Spieler aus. Darunter befand sich mit Richarlison der zweitteuerste Spieler der Vereinsgeschichte. Allein am Deadline Day holte man drei Spieler: André Gomes und Kurt Zouma wurden für eine Saison vom FC Barcelona respektive dem FC Chelsea ausgeliehen. Lucas Digne, ebenfalls von Barcelona, und Bernard, vereinslos, wurden fest verpflichtet. Um den viel zu breiten 38-Mann-Kader auszudünnen, wurden im Gegenzug elf Spieler verliehen und fünf verkauft. Darunter Brands Landsmann Davy Klaassen, der zu Werder ging.
Im Jahr 2020 drehte der FC Everton eine 25-minütige Dokumentation über ihren Sportdirektor, die auf dem vereinseigenen YouTube-Kanal publiziert wurde.
Nachdem Everton in der Saison 2021/22 in eine tiefe Krise abrutschte, erklärte Brands seinen Rücktritt. 